# ルイーズ (アーガイル公爵夫人)
アーガイル公爵夫人ルイーズ王女（Princess Louise, Duchess of Argyll、ルイーズ・キャロライン・アルバータ（Louise Caroline Alberta）、1848年3月18日 - 1939年12月3日）は、イギリス女王ヴィクトリアと王配アルバートの四女（第6子）で、アーガイル公爵ジョン・キャンベルの妻。姉にドイツ皇后ヴィクトリア、ヘッセン大公妃アリス、兄にエドワード7世らがいる。

## 生涯
ルイーズは家庭教師によって教育を受け、20歳の時に国立の芸術学校に通った。ルイーズが年頃になると、ヴィクトリア女王は娘のために良い婿を探し始めた。プリンセス・オブ・ウェールズ、アレクサンドラは自分の兄であるデンマーク王太子フレデリク（のちのフレゼリク8世）はどうかと打診した。が、女王は第一次シュレースヴィヒ＝ホルシュタイン戦争で長女ヴィクトリアのいるプロイセンと義理の娘アレクサンドラの故国デンマークとが争う事態に心を痛めていたため、この縁組に反対した。長姉ヴィクトリアは妹の花婿候補に、夫の従弟に当たる長身で資産家のアルブレヒト王子はどうかと推薦してきた。ヴィクトリア女王は最終的に、ルイーズをイギリス国内の貴族と結婚させると決めた。この案には長男アルバート・エドワード王太子が難色を示した（当時、一国の君主の娘が臣下に降嫁することは問題外であった）。

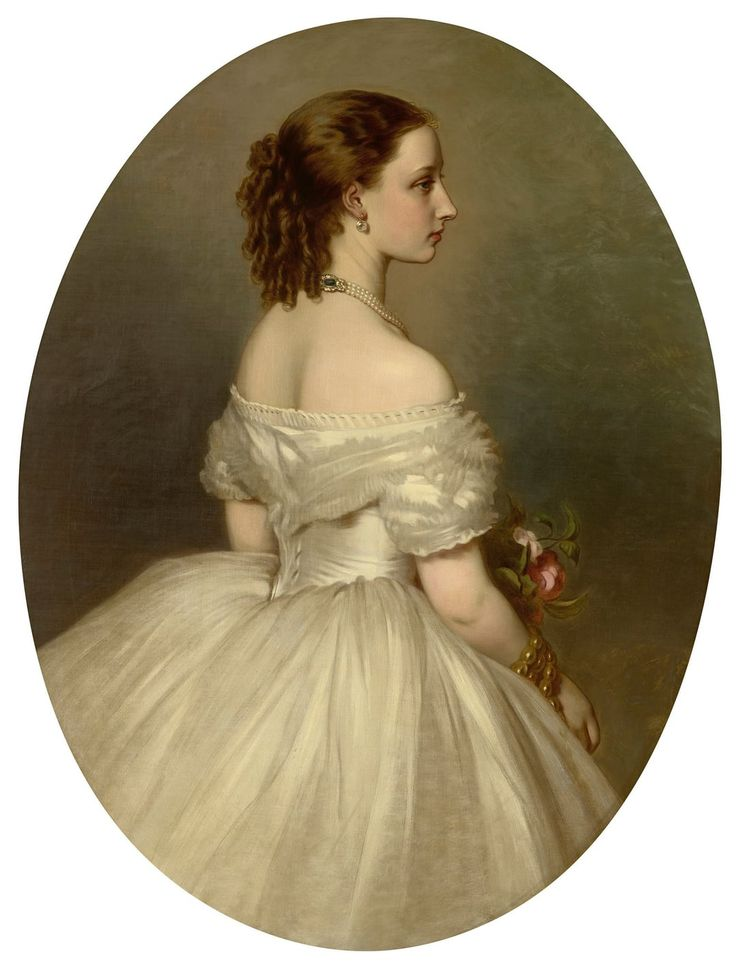
1865年、ルイーズ

ヴィクトリア女王は、すぐに花婿候補としてスコットランドのアーガイル公爵の後継者、ローン侯爵ジョンを選んだ。アーガイル公爵夫妻と女王はこの結婚に合意し、侯爵は結婚に先立って枢密院の一員となった。ルイーズとローン侯爵は1871年3月21日にウィンザー城で挙式した。
1878年、ローン侯はカナダ総督に任命された。同年11月、夫妻はリヴァプール港からカナダへ出発した。ルイーズ王女はカナダで人気があり、カナダ国内はおろか隣国アメリカ合衆国まで広範囲にわたって訪問した。ルイーズは姉妹の中で一番美しいといわれ、王族のたしなみ事以上に芸術の才能があった。この才能は、イギリス王室の誰よりも抜きん出ていた。彼女は作家、彫刻家であった。絵画では、油彩でも水彩でも見事な作品を仕上げた。彼女がリンゴの花の絵を描いたドアが、リドー・ホール（カナダ総督公舎）に今も残る。ルイーズはしばしば体調不良になったが、猩紅熱の流行により床について看護を受けた間、同情が集まった。
1880年2月、ルイーズはオタワの路上で転倒し重傷を負った。これを聞いたヴィクトリア女王は、心配と娘の不注意とで怒った。ルイーズは全快すると、総督職の夫を残してイギリスへ帰国し、それは2年間にも及んだ。
ルイーズは、トロント総合病院に単身もしくは夫や兄弟とともに訪問することが3度あった。どの時も、病院来賓者の記録簿に簡単に「ルイーズ」とだけ署名した。
1900年4月24日、第8代アーガイル公の死により、ローン侯ジョンは第9代アーガイル公を襲爵した。そのアーガイル公は、妻ルイーズに先立って1914年に肺炎で死去した。未亡人となったルイーズは第一次世界大戦中、フランスに派遣されたカナダ軍を訪問した。その後、第二次世界大戦の勃発した1939年12月に、ルイーズはケンジントン宮殿で91歳の長寿を全うした。遺言により遺体は火葬され、遺灰はフロッグモアの王室墓地に眠る両親の元に埋葬された。
アーガイル公爵夫妻には子供が授からなかった。学者の一人によると、ルイーズは10代で患った脳膜炎のせいで不妊症であったという。また、多くのルイーズの伝記では、アーガイル公自身が男性と一緒にいることを好んだこと、ルイーズが冷涼な気候を理由にしばしば長期間カナダを離れたことが理由に挙げられている。

## 作品
- Portrait of Henrietta Montalba
- ビクトリア女王の像